# Občina Žirovnica
Občina Žirovnica (slovinsky Občina Žirovnica, německy Gemeinde Scheraunitz) je jednou z 212 občin ve Slovinsku. Nachází se v Hornokraňském regionu na území historického Kraňska. Občinu tvoří 10 sídel, její rozloha je 42,6 km² a k 1. lednu 2017 zde žilo 4 392 obyvatel. Správním střediskem občiny je vesnice Breznica.

## Členění občiny
Občina se dělí na sídla: Breg, Breznica, Doslovče, Moste, Rodine, Selo pri Žirovnici, Smokuč, Vrba, Zabreznica, Žirovnica.